# Kościół Najświętszej Maryi Panny Królowej Polski w Olecku
Kościół Najświętszej Maryi Panny Królowej Polski w Olecku – rzymskokatolicki kościół parafialny należący do parafii pod tym samym wezwaniem (dekanat Olecko – Niepokalanego Poczęcia Najświętszej Maryi Panny diecezji ełckiej). Znajduje się na oleckim rynku (placu Wolności).

## Historia
Świątynia powstała na miejscu kościoła ewangelicko-augsburskiego, spalonego w 1945 roku przez wojska sowieckie i rozebranego w 1954 roku. Budowa świątyni została rozpoczęta 24 września 1981 roku, kamień węgielny został wmurowany 2 października 1984 roku, natomiast konsekracji dokonał ordynariusz warmiński ks. bp Edmund Piszcz. Uroczystości odbyły się 8 września 1990 roku, czego pamiątką jest zapis na tablicy umieszczonej w kruchcie świątyni.

## Architektura
Bryła budowli została zaprojektowana w stylu współczesnym z nawiązaniem do elementów tradycyjnych. Świątynia jest dwupozioma, składa się z kościoła górnego i kościoła dolnego. Wymiary budowli są następujące: kościół górny: kubatura 29070.70 metrów sześciennych; powierzchnia użytkowa 2028,30 m²; wysokość 50 m + krzyż 5,5 m = 55,5 m; kościół dolny: kubatura 4869,5 m³; powierzchnia użytkowa 686,40 m²; wysokość 3,50 m.
Częściami kościoła dolnego są: nawa główna, prezbiterium z zakrystią i pomieszczenia pomocnicze (kaplica pogrzebowa, kotłownia, korytarze i salki na sprzęt pomocniczy). Częściami kościoła górnego są: nawa główna, dwie nawy boczne, prezbiterium z zakrystią i kruchty. Kruchta znajduje się w wieży kościelnej, której wysokość wynosi 55,5 m.
Ołtarz, chrzcielnica oraz dwie ambonki zostały wykonane z marmuru kubańskiego przez firmę kamieniarską Waldemara Pikiela z Szydłowca, według projektu warszawskiego profesora Adolfa Szczypińskiego.

## Galeria

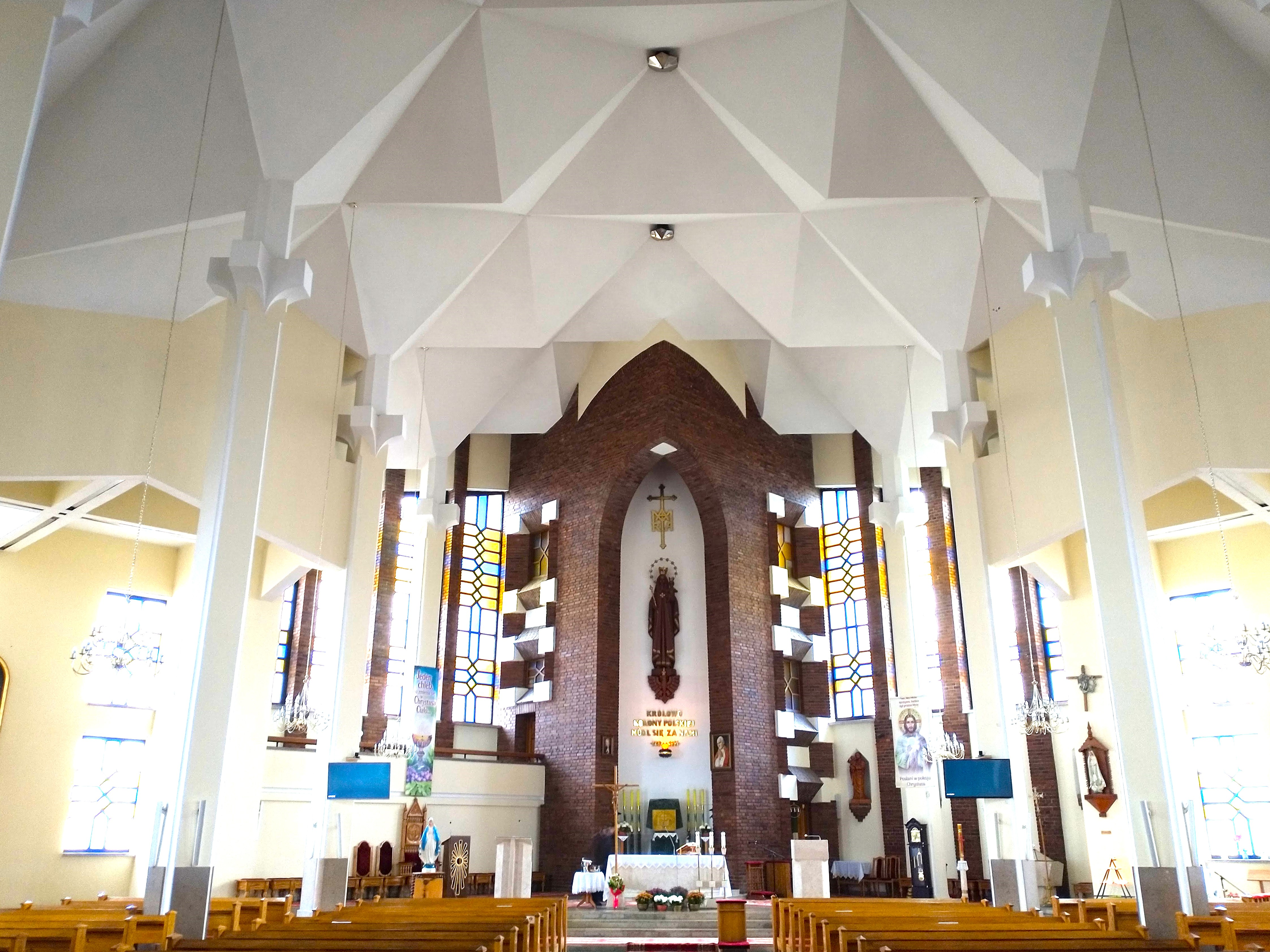
Wnętrze
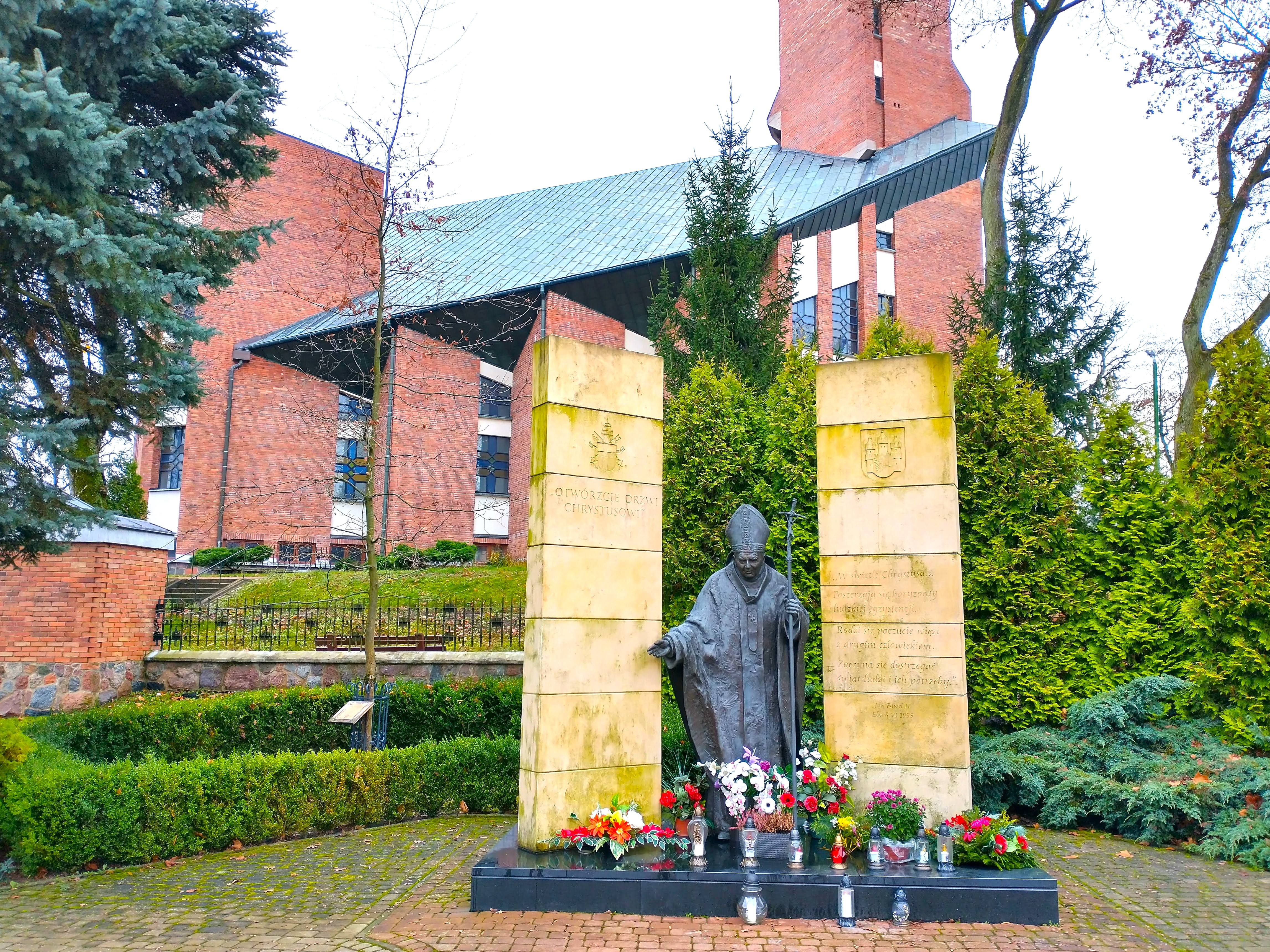
Pomnik św. Jana Pawła II